# 塞雷多峰

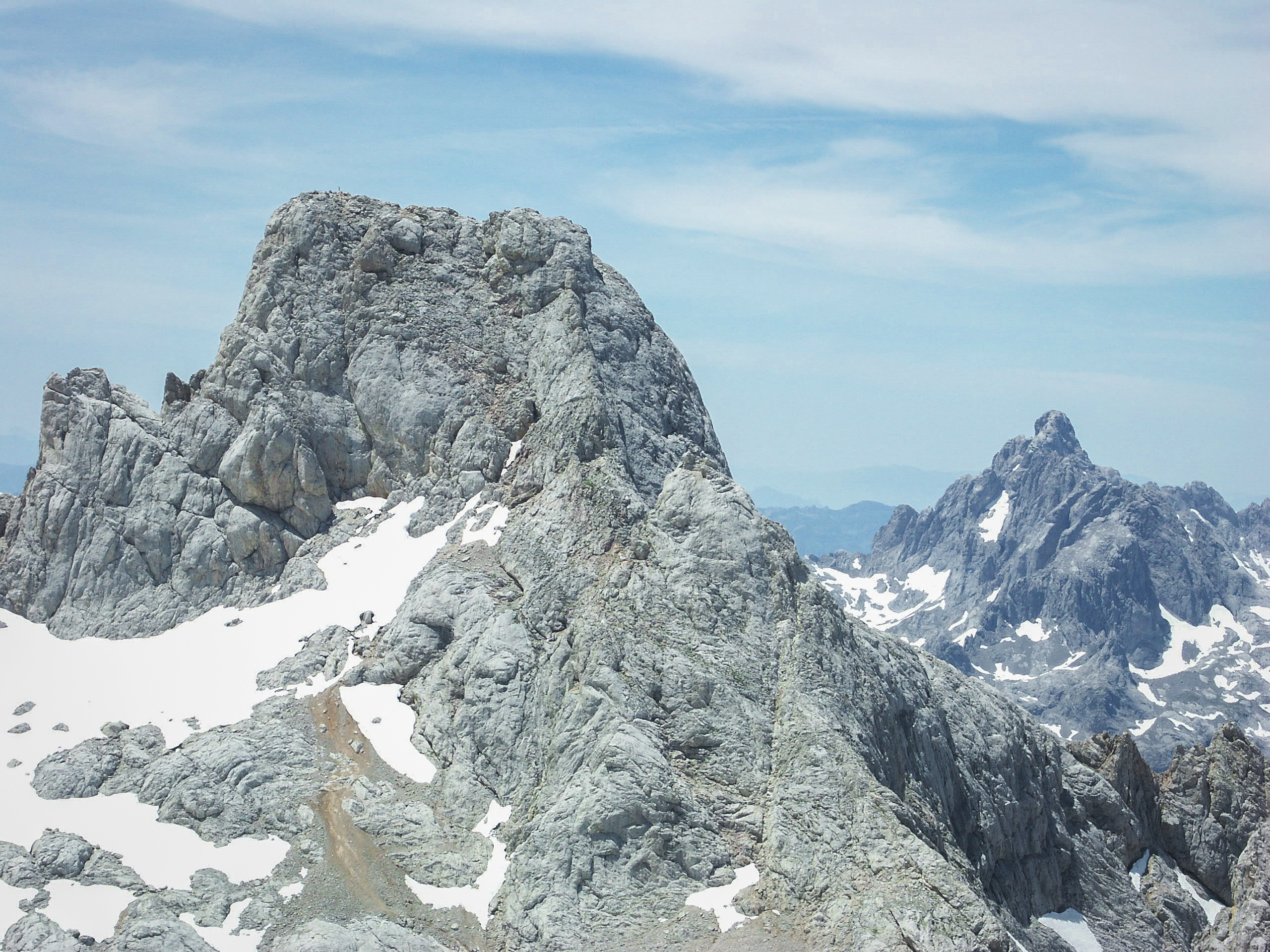

43°11′53″N 4°51′4″W / 43.19806°N 4.85111°W
塞雷多峰（西班牙語：Torre Cerredo），是西班牙的山峰，位於該國北部，處於伊比利亞半島西北部，屬於坎塔布連山脈中歐羅巴山的一部分，海拔高度2,648米，人類在1882年6月30日首次登頂。